# Кизилсай (притока Карасу)
Кизилсай (узб. Qizilsoy, Қізілсой — «червона річка») — гірська річка (сай) в Паркентському і Юкаричирчикському туманах Ташкентського вілояту, ліва притока Лівобережного Карасу. У верхній течії має назву Башкизилсай (узб. Boshqizilsoy, Бошқізілсой).
Завдяки мальовничій природі та історичним пам'яткам долина Башкизилсая є об'єктом туризму.

## Загальний опис

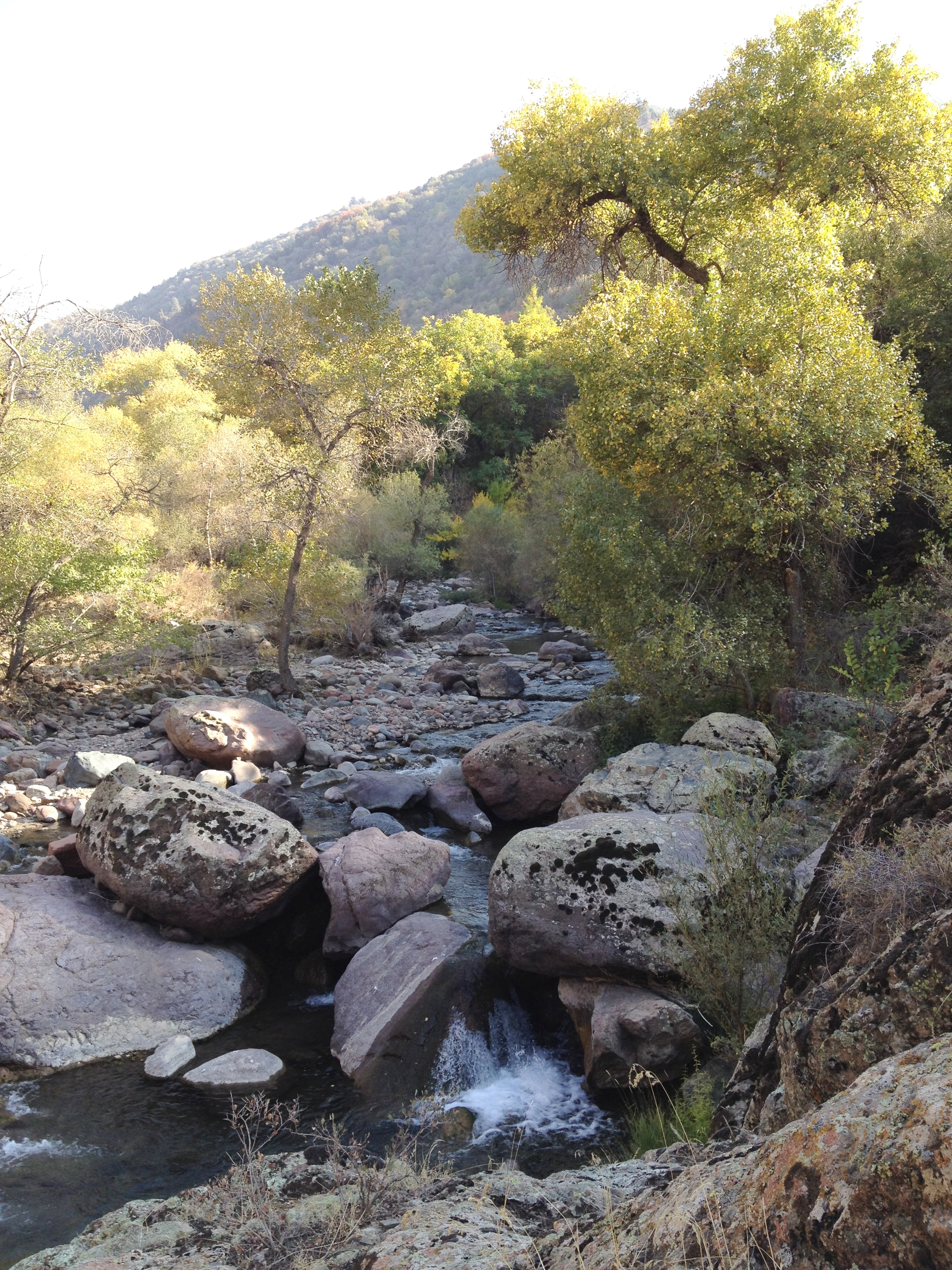
Башкизилсай на території Чаткальского заповідника

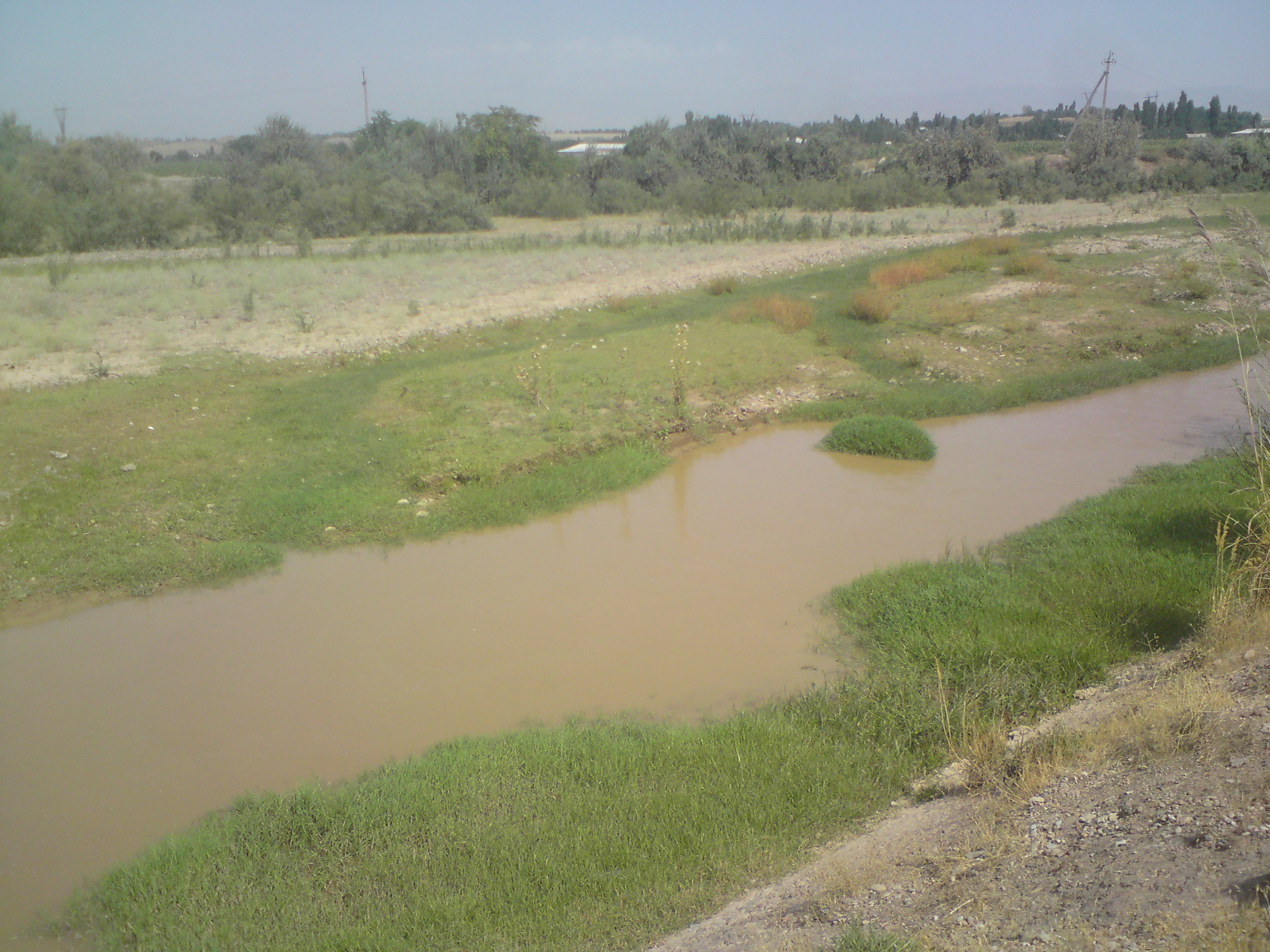
Кизилсай в серпні, перед впаданням у Лівобережний Карасу

Довжина річки становить 54 км, площа басейну — 363 км². Живлення переважно снігове, частково дощове, через що спостерігаються сезонні коливання рівня води. Кизилсай повноводний з лютого по березень, на серпень і вересень припадає наймаловодніший період (витрата води становить 0,11-2,22 м³/с). Середньобагаторічна витрата води, виміряна за 23 кілометри від гирла, дорівнює 1,46 м³/с.

## Течія річки
Витік Кизилсая (Башкизилсая) лежить у західній частині Чаткальського хребта, на території Башкизилсайської ділянки Чаткальського заповідника. Бере початок зі схилових джерел на висоті 3040 метрів (за іншими даними — 3 080 метрів) над рівнем моря, 200—400 м нижче вершинних гребенів. Витік сая лежить за півкілометра від вершини Кизилнура.
Від витоку тече на південний захід, невдовзі повертає на південь, потім на захід і знову на північний захід. У верхів'ях русло затиснуте кам'яними кручами, на річці є водоспади й тихі заводі, де збираються великі риби. За поворотом з півдня на захід річка утворює водоспад заввишки 8 метрів. Вбирає в себе кілька приток; згідно з «Національною енциклопедією Узбекистану» назву Башкизилсай зберігає до впадіння Акташсая, проте на топографічних картах Генштабу вона використовується й нижче, принаймні до впадіння Гаухансая. У районі злиття з Гаухансаєм знову повертає на захід і зберігає такий загальний напрямок практично до гирла. По берегах зростає ялівець.
Нижче за течією на правому березі Кизилсаю лежать населені пункти Невич, Намданак, Навдак, Шампан, Каратухум, Кангли; на лівому березі, при впадінні сезонної притоки Чавлісай — селище міського типу Красногорський. Поблизу Невича тече в каньйоні з нагромадженнями скель, заваленому великими кам'яними уламками. Тут розташований археологічний пам'ятник — насккльні зображення Башкизилсаю. У районі Красногорська на Кизилсаї створені зони відпочинку. Поблизу Кангли перетинає автодорогу Р-16.
Вода річки частково йде на зрошення. За даними «Національної енциклопедії Узбекистану» поблизу Ташсая русло Кизилсая повністю зневоднене. Згідно з топографічними картами Генштабу на захід від Красногорського Кизилсай продовжується у вигляді урочища з водотоком, який періодично пересихає. На карті Ташкентської області, складеній Госкомгеодезкадастром, Кизилсай позначений таким що не пересихає аж до впадіння. У нижній течії перетинає Паркентський канал і канал Хандам (Хандам — по дюкеру). Від нього до гирла тече на північний схід.
Кизилсай є притокою Лівобрежного Карасу, підходячи до нього поблизу населеного пункту Саспага, безпосередньо перед відходом Ташкентського каналу, на висоті близько 440 м. Місце при злитті водотоків відоме під назвою Кушнадарьо («Пара річок») і його шанують як святе.

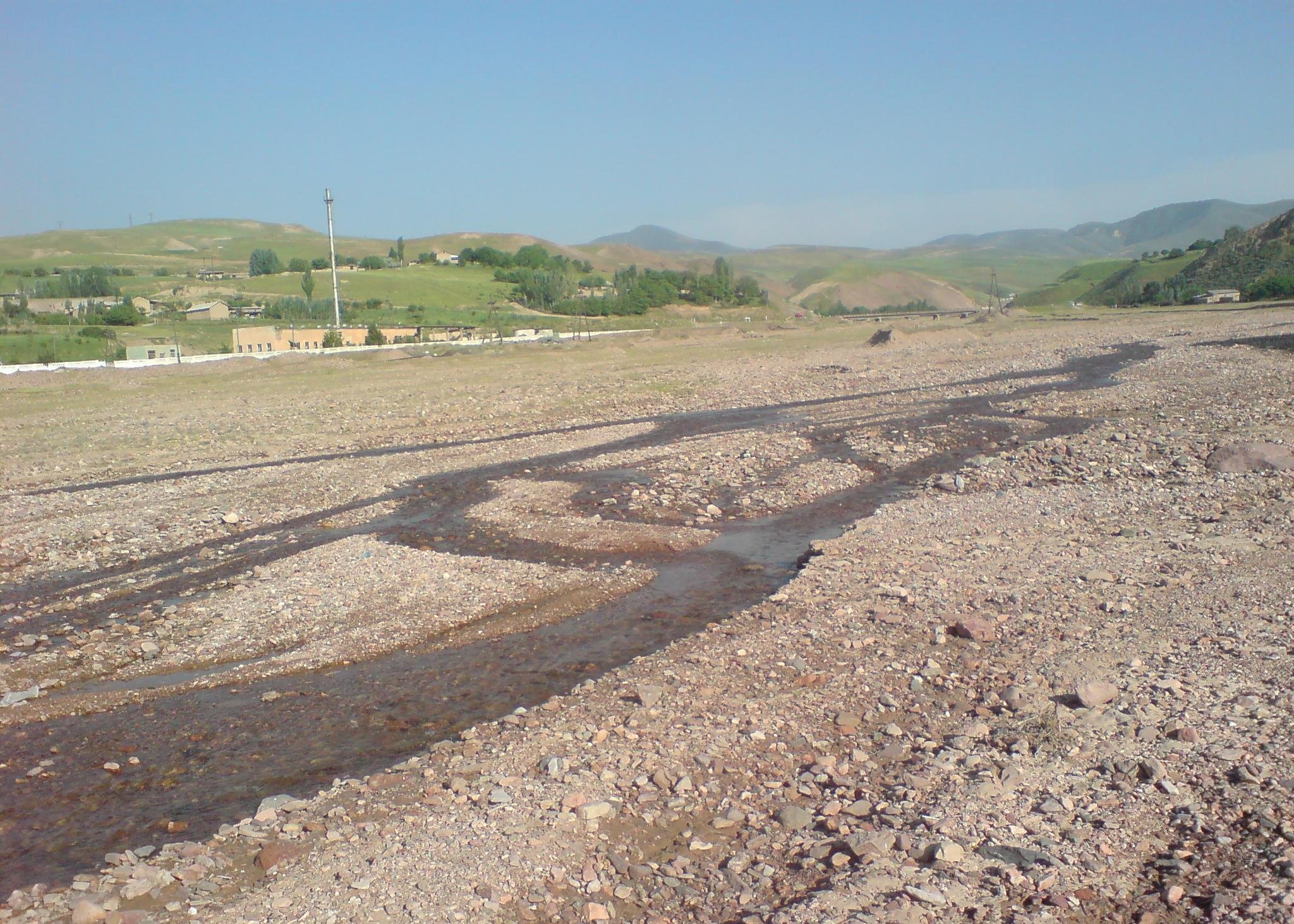
Чавлісай,
непостійна ліва притока Кизилсая

## Притоки Кизилсая
Притоками річки є Кизилсай, Супаташсай, Тегермонташсай, Таріклар, Мінорасай, Акташсай, Кульпаксай, Сохтасонсай , Гаухана (Гаухансай), Казнакоксай, Мурадоксай, Тахтаходжасай. Поблизу Красногорська в Кизилсай впадає притока Чавлісай, яка періодично пересихає в низов'ях.

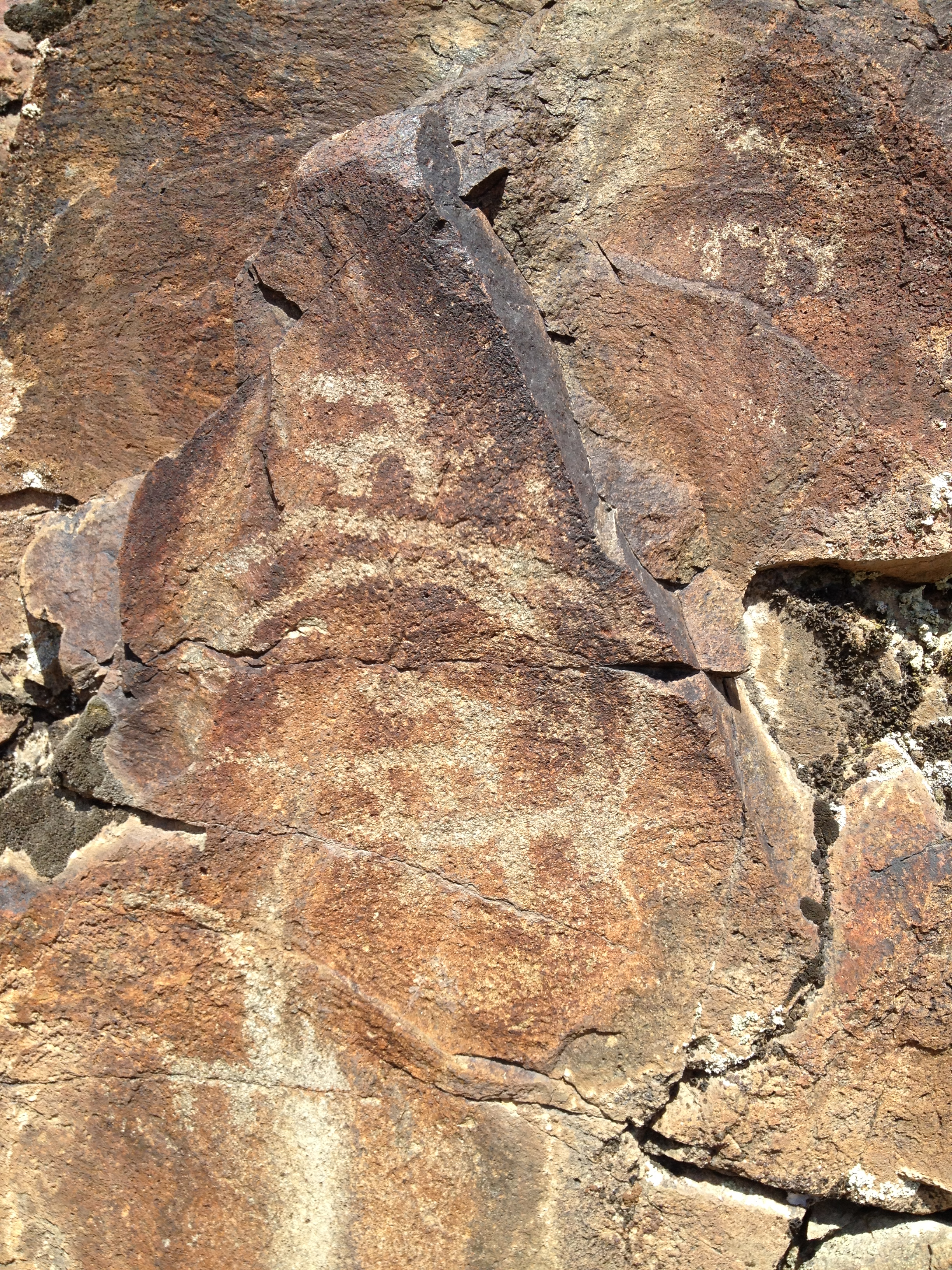
Петрогліфи Башкизилсая

## Археологічні пам'ятки
У межиріччі Чирчика і Ахангарана на південь від Лівобрежного Карасу, по долинах річок Кизилсай, Сукоксай і Паркентсай зафіксована ціла низка археологічних пам'яток.
В ущелині, яку утворюють верхів'я Башкизилсая, на правому березі річки (в районі кишлаку Невич), висічені понад 600 петрогліфів стародавнього і ранньосередньовічного періоду (1-ше тисячоліття до н. е. — 1-ше тисячоліття н. е.), відомі під назвою наскельні зображення Башкизилсаю. Малюнки зображують людей, домашніх і диких тварин, кругові солярні символи, а також сцени (полювання, скотарство, релігійні обряди). Неподалік від наскельних малюнків, на вершині гірської гряди, наявні кургани саків.
По лівому березі Башкизилсая, за 4 км на північний захід від кишлаку Намданек, розташоване безіменне тепе (пагорб — городище). Його виявив 1969 року Приташкентський геоморфологічний загін Інституту географії АН СРСР. Неподалік, в самому селищі, розташованому між Башкизилсаєм і Єттириксаєм збереглося велике городище зі слідами цитаделі, відоме як Намданек або Іскитепе. Зібраний підйомний матеріал охоплює період від перших століть нашої ери до XIII століття. Чаткалу-Курамінський загін відзначив цю пам'ятку у 1963 році. Цей же загін відзначив розташоване навпроти Іскитепе городище Чаллактепе, що лежить на лівому березі річки. Чаллактепе являє собою пагорб заввишки до 45 м (верхні 11 м є штучної кладкою з саману) і діаметром верхнього майданчика до 60 м. Підйомний матеріал цього пам'ятника належить до IV—VI століть нашої ери. Ще одне безіменне тепе виявлено 1969 року уздовж лівобережжя Кизилсая в нижній течії, за 1 км на південь від радгоспу «Уртасарай». Станом на 1973-й рік розкопки всіх цих городищ не проводились.
Крім того, два городища розташовувані поблизу впадіння Кизилсая в Карасу, на 400 м нижче за течією і за 500 м на південний схід: перше — безіменне тепе, друге відоме під назвою Киркбуран. Обидві пам'ятки знайшов в 1940-му році Олексій Тереножкін. Безіменне городище має культурний шар потужністю 2 м, зверху з перекриттям галечнику і лесу. Виявлений на ньому підйомний матеріал розділений за датуванням на I—III і X—XII століття нашої ери. До 1973 року розкопок не було. Киркбуран являє собою руїни прямокутної форми із залишками замку в північній частині, з культурними шарами IV—VII і X—XII століть нашої ери.